# کوه مرو (بودیسم)

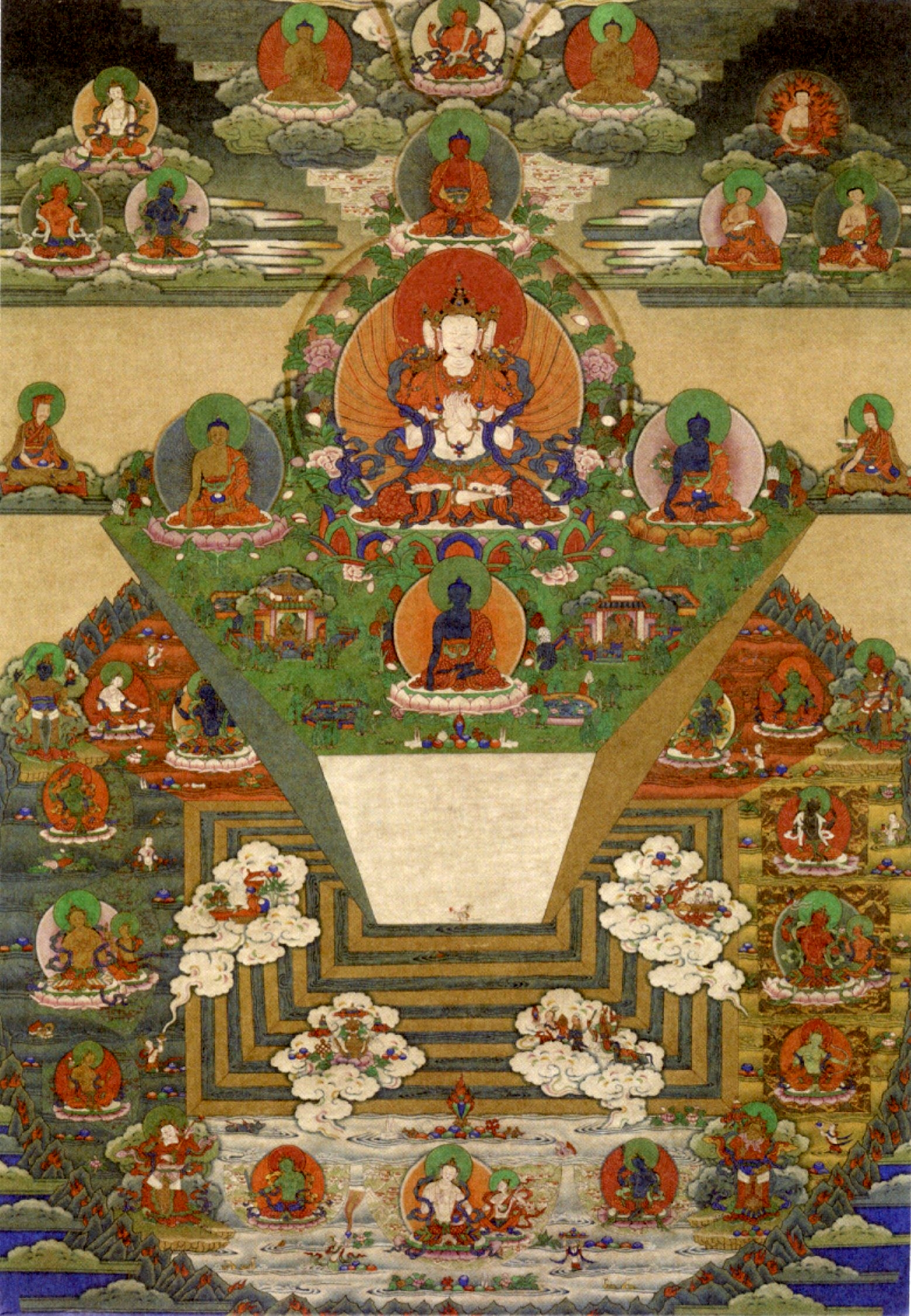
تانکای بوتانی از کوه مرو و جهان بودایی، قرن نوزدهم

کوه مِرو (انگلیسی: Mount Meru) در کیهان‌شناسی؛ بودایی، هندوئیزم و جینیزم، «کوه کیهانی» با نام مرو (سومرو) در مرکز کیهان قد کشیده و محور و مدار عالم محسوب می‌شود.

## تلاقیزمینوآسمان
کوه مرو به عنوان نقطهٔ تلاقی زمین و آسمان و محور جهان، مرکز کائنات و نخستین جایی که از میان آب‌های نخستین سر به بیرون آورد در آئین جینی و هندویی و بودایی شناخته می‌شده و خدایان در بالاترین نقطهٔ آن در قلهٔ مرکزی و محور جهان زندگی می‌کردند.

## معابد
اعتقاد به زندگی خدایان در مرکز این کوه نیز، باعث شکل دهی بسیاری از معابد مهم هندویی و بودایی به شکلی از کوه مقدس شده‌است. به عنوان مثال معابد «کایلاسانتا» که از لحاظ لغوی به مفهوم «کوه مقدس» بوده و به عنوان منزلگاه هیمالیایی شیوا مطرح بوده، و معابدی مطرح می‌شدند که چون کوه تصویر شده‌اند.

## تختبودا
در آیین بودایی چنین تعلیم داده می‌شد که زمین مسطح و مدور و کوه مرو در وسط آن است و تخت بودا را تشکیل می‌دهد. استوپا و پاگودا، شکل‌های نمادین کوه مرو بودند و محور کیهانی، از مرکز آن معبدها می‌گذشت. بنای یادبود بودا استوپا از کهن‌ترین نمونه معماری هندو است که در رمز پردازی کیهانی اثر گذاشته‌است.